# دریاچه وونجنو
دریاچه وونجنو (به لاتین: Łuknajno Lake) یک دریاچه در لهستان است که در گمینا میکووایکی واقع شده‌است.